# Kostel svatého Eliáše (Zenica)
Kostel svatého Eliáše (chorvatsky Crkva svetog Ilije) je katolický kostel, který se nachází ve městě Zenica v Bosně a Hercegovině. Budova kostela je evidována jako kulturní památka. Památková ochrana se vztahuje i na nedalekou faru. Kostel se nachází na rohu ulic Abdulaziza - Aska Borića a Masarykova blízko stadionu Bilino polje a výškové budovy Lamela.
První kostel v Zenici byl vybudován v roce 1870. Současná budova byla postavena v letech 1909 až 1910 podle projektu chorvatského architekta Josipa Vancaše. Ten připravil projekty řady staveb, které vznikly během rakousko-uherské nadvlády nad Bosnou. Kostel v Zenici je však jednou z mála, které v tomto městě od Vancaše vznikly. Kostel byl inspirován tehdy populárním secesním stylem.
Kostel je jednolodní a stojí na obdélníkové ploše o rozměrech 42,5 × 12,75 m. Uzavírá jej apsida. Z jižní strany přiléhá ke kostelu budova fary. 
Uvnitř kostela se nachází oltář z roku 1837, který vyobrazuje svatého Eliáše a doplňují jej sochy svaté Barbory a svatého Floriána. Na věži s čtvercovým půdorysem jsou umístěny tři zvony. Výška věže činí 39 m. V průčelí má kostel jedna dvoudílná vrata.